# Schweizer Juniorenmeisterschaft (Badminton)
Schweizer Juniorenmeisterschaften im Badminton werden seit Mitte der 1950er Jahre ausgetragen, anfangs oft in Kombination mit den Titelkämpfen der Erwachsenen, welche es seit 1955 gibt.

## Die Titelträger
| Saison | Herreneinzel          | Dameneinzel         | Herrendoppel                              | Damendoppel                        | Mixed                                     |
| ------ | --------------------- | ------------------- | ----------------------------------------- | ---------------------------------- | ----------------------------------------- |
| 1957   | Hans Bloch            | nicht ausgetragen   | nicht ausgetragen                         | nicht ausgetragen                  | nicht ausgetragen                         |
| 1960   | Jürg Honegger         | nicht ausgetragen   | nicht ausgetragen                         | nicht ausgetragen                  | nicht ausgetragen                         |
| 1969   |                       |                     |                                           |                                    | Köebi Rüegg Liselotte Blumer              |
| 1970   |                       |                     |                                           |                                    |                                           |
| 1971   |                       | Liselotte Blumer    |                                           |                                    | Köbi Rüegg Liselotte Blumer               |
| 1972   |                       | Liselotte Blumer    |                                           |                                    |                                           |
| 1973   |                       | Liselotte Blumer    |                                           |                                    |                                           |
| 1974   |                       | Liselotte Blumer    |                                           | Monique Fasel Liselotte Blumer     |                                           |
| 1977   | Pierre Duboux         | Doris Graf          | Pierre Duboux Philip Monod                | Ellen Eperon Doris Graf            | Philip Monod Ellen Eperon                 |
| 1978   | Laurent Kuhnert       | Patricia Kaul       | Laurent Kuhnert Roland Durst              | Iris Kaufmann Christina Eberhard   | Laurent Kuhnert Ursula Müller             |
| 1979   | Conrad Binz           | Silvia Lüthi        | Michael Althaus Alex Salzmann             | Regula Kaufmann Silvia Lüthi       | Michael Althaus Iris Kaufmann             |
| 1980   | Pascal Kaul           | Iris Kaufmann       | Pascal Kaul Daniel Hänggi                 | Christina Eberhard Monika Rauch    | Michael Althaus Christina Eberhard        |
| 1981   | Andreas Schenk        | Corinne Caretti     | Beat Schöni Thomas Althaus                | Iris Kaufmann Corinne Caretti      | Andreas Schenk Corinne Caretti            |
| 1982   | Hubert Müller         | Ilona Korponay      | Peter Müller Andreas Kropf                | Patricia Werner Dorothee Reiner    | Andreas Kropf Rita Rotach                 |
| 1983   | Hubert Müller         | Patricia Werner     | Hubert Müller Beat von Rotz               | Rita Rotach Nicole Zahno           | Urs Schuler Rita Rotach                   |
| 1984   | Yvan Philip           | Rita Rotach         | Peter Mastelic Marc Fry                   | Karin Hegar Laurence Wehrli        | René Ankli Nicole Zahno                   |
| 1985   | Yvan Philip           | Susy Bor            | Roland Rotach Stephan Dietrich            | Susy Bär Laurence Wehrli           | Roland Rotach Susy Bär                    |
| 1986   | Stephan Dietrich      | Francine Carrel     | Guido von Rotz Stephan Dietrich           | Mara Etzensberger Manuela Berner   | Christian Ankli Mara Etzensberger         |
| 1987   | Stephan Dietrich      | Doris Gerstenkorn   | Stefan Maister Thomas Wapp                | Gladys Monnier Francine Carrel     | Mauro Bonani Doris Gerstenkorn            |
| 1988   | Remy Müller           | Doris Gerstenkorn   | Michael Buchart Claudio Tirelli           | Doris Gerstenkorn Arlette Lüthi    | Thomas Wapp Sarah Häring                  |
| 1989   | Thomas Wapp           | Silvia Albrecht     | Remy Müller Thomas Wapp                   | Silvia Albrecht Sarah Häring       | Remy Müller Silvia Albrecht               |
| 1990   | Claudio Tirelli       | Francine Guerra     | Cédric Perrenoud Bernard Kull             | Francine Guerra Valentine Ayer     | Claudio Tirelli Nathalie Berner           |
| 1991   | Cédric Perrenoud      | Santi Wibowo        | Stephan Wapp Manuel Glauser               | Santi Wibowo Yvonne Naft           | Stephan Wapp Santi Wibowo                 |
| 1992   | Urs Lauppi            | Santi Wibowo        | Stephan Wapp Urs Lauppi                   | Santi Wibowo Yvonne Naft           | Didier Page Santi Wibowo                  |
| 1993   | Stephan Bäriswil      | Santi Wibowo        | Pascal Bircher Michael Steffen            | Sandha Rolf Santi Wibowo           | Didier Page Santi Wibowo                  |
| 1994   | Stephan Bäriswil      | Judith Baumeyer     | Stephan Bäriswil Denis Dafflon            | Celine Perret Judith Baumeyer      | Stephan Bariswil Sandha Rolf              |
| 1995   | Denis Dafflon         | Judith Baumeyer     | Denis Dafflon Oscar Vadas                 | Celine Perret Judith Baumeyer      | Roman Trepp Miriam Schneider              |
| 1996   | Oscar Vadas           | Corinne Jörg        | Jon Lindholm Oscar Vadas                  | Fabienne Baumeyer Shefali Rolf     | Jon Lindholm Fabienne Baumeyer            |
| 1997   | Christian Unternährer | Corinne Jörg        | Christian Unternährer Stefan Arnet        | Shefali Rolf Petra Kretzer         | Xavier Voirol Corinne Jörg                |
| 1998   | Cédric Poyet          | Corinne Jörg        | Stefan Arnet Marco Eggenschwiler          | Corinne Jörg Jennifer Bauer        | Xavier Voirol Corinne Jörg                |
| 1999   | Christian Unternährer | Huwaina Razi        | Roman Kunz Christian Unternährer          | Jasmin Pang Huwaina Razi           | Christian Unternährer Alexia Davidopoulos |
| 2000   | Irfan Razi            | Alexia Davidopoulos | Sven Martin Irfan Razi                    | Alexia Davidopoulos Farha Razi     | Irfan Razi Kathrin Alder                  |
| 2001   | Thomas Bless          | Ava Monney          | Michael Andrey Simon Enkerli              | Alexia Davidopoulos Farha Razi     | Simon Enkerli Monika Fischer              |
| 2002   | Simon Enkerli         | Farha Razi          | Nico Schläpfer Marco Fux                  | Jeanine Cicognini Fanny Berger     | Nico Schläpfer Jeanine Cicognini          |
| 2003   | Irfan Razi            | Alexia Davidopoulos | Thomas Bless Michael Spühler              |                                    | Thomas Bless Alexia Davidopoulos          |
| 2004   | Christian Bösiger     | Ava Monney          | Lukas Zurkinden Christian Bösiger         | Tania Ivankovic Ava Monney         | Philipp Peter Tanja Ivankovic             |
| 2005   | Philipp Peter         | Monika Fischer      | Raphaël Roubaty Michael Schwaar           | Marion Gruber Sanya Herzig         | Philipp Peter Sabine Braun                |
| 2006   | Christoph Heiniger    | Tenzin Pelling      | Michael Huber Christoph Heiniger          | Tenzin Pelling Annina Spühler      | Anthony Dumartheray Sabrina Jaquet        |
| 2007   | Anthony Dumartheray   | Malika Golay        | Anthony Dumartheray Shane Razi            | Tenzin Pelling Justine Ling        | Thomas Heiniger Ennia Biedermann          |
| 2008   | Benjamin Chaperon     | Flurina Spühler     | Benjamin Chaperon Thomas Heiniger         | Ennia Biedermann Yvonne Keller     | Thomas Heiniger Ennia Biedermann          |
| 2009   | Livio Dorizzi         | Nicole Schaller     | Benjamin Chaperon Thomas Heiniger         | Sarah Golay Céline Tripet          | Thomas Heiniger Cendrine Hantz            |
| 2010   | Gilles Tripet         | Nicole Schaller     | Igor Jenny Gabriel Grand                  | Nicole Schaller Ayla Huser         | Roger Schmid Nicole Schaller              |
| 2011   | Nicolas Blondel       | Océane Varrin       | Nicolas Blondel Gilles Tripet             | Nicole Ankli Ayla Huser            | Gilles Tripet Ayla Huser                  |
| 2012   | Joshua Panier         | Océane Varrin       | Alexandre Morand Oliver Schaller          | Delia Biedermann Océane Varrin     | Oliver Schaller Océane Varrin             |
| 2013   | Mathias Bonny         | Simone von Rotz     | Joel König Pierrick Deschenaux            | Delia Biedermann Océane Varrin     | Joel König Céline Burkart                 |
| 2014   | Joel König            | Michelle Schär      | Joel König Pierrick Deschenaux            | Michelle Schär Céline Burkart      | Joel König Céline Burkart                 |
| 2015   | Dominik Bütikofer     | Michelle Schär      | Dominik Bütikofer Julian Lehmann          | Céline Dagelet Chantal von Rotz    | Quentin Filliettaz Jacqueline Schär       |
| 2016   | Quentin Fillettaz     | Ronja Stern         | Quentin Fillettaz Maxime Pierrehumbert    | Chantal von Rotz Ronja Stern       | Tobias Künzi Ronja Stern                  |
| 2017   | Tobias Künzi          | Jenjira Stadelmann  | Tobias Künzi Cedric Nyffenegger           | Jenjira Stadelmann Aline Müller    | Nicolas A. Müller Indira Dickhäuser       |
| 2018   | Nicolas A. Müller     | Milena Schnider     | Nicolas A. Müller Andreas Zbinden         | Salome Näpfli Linda Rohrer         | Nicolas A. Müller Indira Dickhäuser       |
| 2019   | Patrick Zbinden       | Milena Schnider     | Yann Orteu Minh Quang Pham                | Julie Franconville Caroline Racloz | Yann Orteu Julie Franconville             |
| 2020   | Arthur Boudier        | Dounia Pelupessy    | Mathis Chanthakesone Nicolas Franconville | Lucie Amiguet Cléo Latella         | Arthur Boudier Caroline Racloz            |
| 2021   | Lorrain Joliat        | Lucie Amiguet       | Mathis Chanthakesone Nicolas Franconville | Lucie Amiguet Vera Appenzeller     | Timo Baldegger Adina Panza                |
| 2022   | Loris Dietrich        | Lucie Amiguet       | Mathis Chanthakesone Nicolas Franconville | Lucie Amiguet Vera Appenzeller     | Nicolas Franconville Lucie Amiguet        |
| 2023   | Loris Dietrich        | Azkya Ruhanda       | Mathis Chanthakesone Liano Panza          | Jorina Jann Azkya Ruhanda          | Leander Züst Azkya Ruhanda                |
| 2024   | Nolan Chanthakesone   | Leila Zarrouk       | Hugo Chanthakesone Liano Panza            | Jorina Jann Leila Zarrouk          | Liano Panza Jorina Jann                   |